# Electrolux addisoni
Electrolux addisoni (In het Engels sierlijke sluimerrog genaamd, Ornate sleeper ray) is de enige soort van het geslacht Electrolux. Deze rog leeft op (koraal-)riffen en voedt zich met borstelwormen en kleine kreeftachtigen. Het is een  endemische soort voor de Zuid-Afrikaanse kust. De soort werd in 1984 al waargenomen, maar is pas in 2007 voor de wetenschap officieel beschreven.

## Beschrijving
Electrolux addisoni is gemakkelijk te onderscheiden van de andere stroom- en sluimerroggen door zijn opvallende kleuren en tekening op de rug. De grondkleur is donkerbruin met een groot aantal kleine bleekgele stippels en een reeks van cirkelvormige zwarte strepen. Het holotype dat werd beschreven woog 1,8 kg en was 51,5 cm lang.

Electrolux addisoni is waargenomen op vier plaatsen op een 300 km lange strook van de Zuid-Afrikaanse kust van de oostelijke kust van de Kaapprovincie tot Kwazulu-Natal (noordelijk van Durban).

## Ontdekking en naamgeving
Hoewel deze rog al in 1984 werd gefotografeerd door de sportduiker Peter Chrystal en in 1997 werd gefilmd, duurde het tot 2007 voor de soort echt werd beschreven. Men besefte eerder dat dit een nieuwe soort was, maar men wist niet hoe deze moest worden ingepast. Bovendien waren er te weinig exemplaren om goed te bestuderen.

Electrolux addisoni is genoemd naar de Zweedse firma Electrolux AB omdat de rog lijkt op een stofzuiger, door de manier waarop hij de macrofauna van de zeebodem opzuigt. Bovendien verwijst de naam dan naar het elektrisch orgaan van deze kraakbeenvis (dat overigens alle sidderroggen, Torpediniformes hebben).

## Status als rodelijstsoort
Electrolux addisoni was tot 2009 bekend van slechts een betrekkelijk klein zeegebied. In dit gebied is veel verstoring door sportduikers, visserij, waterverontreiniging en biotoopaantasting. Deze rog komt voor in stukken van de kust die intensief door de mens worden gebruikt voor strandrecreatie (duiken en snorkelen), sport- en beroepsvisserij en voor de bouw van recreatiewoningen en jachthavens etc. Gerichte visserij op deze rog bestaat niet, maar door zijn zeldzaamheid is het wellicht een gewild object voor aquariumhouders. Electrolux addisoni werd daarom in 2009 als kritiek (ernstig bedreigd) op de internationale Rode Lijst van de IUCN gezet. Uit vervolgonderzoek bleek dat het zeegebied waarin deze sluimerrog voorkomt veel groter is dan aanvankelijk gedacht en dat in grote delen de bovengenoemde bedreigingen niet relevant zijn. Daarom is de status van de soort in 2019 veranderd in "niet bedreigd".